# پوینت بیکر (آلاسکا)
پوینت بیکر (به انگلیسی: Point Baker) شهرکی در ناحیه سرشماری پرینس آو ویلز-هایدر ایالت آلاسکا است که جمعیت آن در سرشماری سال ۲۰۰۰ میلادی ۳۵ نفر بوده‌است.